# Ben Amos
Benjamin Paul "Ben" Amos (sinh ngày 10 tháng 4 năm 1990) là một cầu thủ bóng đá Anh đang chơi vị trí thủ môn cho Bolton Wanderers.
Sinh ra ở Macclesfield, Cheshire, Amos gia nhập Manchester United ở tuổi 11, ký hợp đồng ngay sau khi rời khỏi Crewe Alexandra.

## Thống kê sự nghiệp
Tính đến 1 tháng 12 năm 2015
| Câu lạc bộ                     | Mùa giải       | Giải | Giải | Cúp  | Cúp | Cúp Liên đoàn | Cúp Liên đoàn | Châu âu | Châu âu | Khác | Khác | Tổng cộng | Tổng cộng |
| Câu lạc bộ                     | Mùa giải       | Trận | Bàn  | Trận | Bàn | Trận          | Bàn           | Trận    | Bàn     | Trận | Bàn  | Trận      | Bàn       |
| ------------------------------ | -------------- | ---- | ---- | ---- | --- | ------------- | ------------- | ------- | ------- | ---- | ---- | --------- | --------- |
| Manchester United              | 2008–09        | 0    | 0    | 0    | 0   | 1             | 0             | 0       | 0       | 0    | 0    | 1         | 0         |
| Manchester United              | 2009–10        | 0    | 0    | 0    | 0   | 0             | 0             | 0       | 0       | 0    | 0    | 0         | 0         |
| Manchester United              | 2010–11        | 0    | 0    | 0    | 0   | 1             | 0             | 1       | 0       | 0    | 0    | 2         | 0         |
| Manchester United              | 2011–12        | 1    | 0    | 0    | 0   | 3             | 0             | 0       | 0       | 0    | 0    | 4         | 0         |
| Manchester United              | 2012–13        | 0    | 0    | 0    | 0   | 0             | 0             | 0       | 0       | –    | –    | 0         | 0         |
| Manchester United              | 2013–14        | 0    | 0    | 0    | 0   | 0             | 0             | 0       | 0       | 0    | 0    | 0         | 0         |
| Manchester United              | 2014–15        | 0    | 0    | 0    | 0   | 0             | 0             | 0       | 0       | 0    | 0    | 0         | 0         |
| Manchester United              | Tổng cộng      | 1    | 0    | 0    | 0   | 5             | 0             | 1       | 0       | 0    | 0    | 7         | 0         |
| Peterborough United (Cho mượn) | 2009–10        | 1    | 0    | 0    | 0   | 0             | 0             | –       | –       | 0    | 0    | 1         | 0         |
| Molde (Cho mượn)               | 2010           | 8    | 0    | 1    | 0   | –             | –             | –       | –       | 0    | 0    | 9         | 0         |
| Oldham Athletic (Cho mượn)     | 2010–11        | 16   | 0    | 0    | 0   | 0             | 0             | –       | –       | 0    | 0    | 16        | 0         |
| Hull City (Cho mượn)           | 2012–13        | 17   | 0    | 0    | 0   | 2             | 0             | –       | –       | –    | –    | 19        | 0         |
| Carlisle United (Cho mượn)     | 2013–14        | 9    | 0    | 0    | 0   | –             | –             | –       | –       | –    | –    | 9         | 0         |
| Bolton Wanderers (Cho mượn)    | 2014–15        | 18   | 0    | 0    | 0   | 0             | 0             | –       | –       | 0    | 0    | 18        | 0         |
| Tổng sự nghiệp                 | Tổng sự nghiệp | 56   | 0    | 1    | 0   | 7             | 0             | 1       | 0       | 0    | 0    | 65        | 0         |

## Danh hiệu

### Câu lạc bộ
Manchester United
- Giải vô địch bóng đá thế giới các câu lạc bộ (1): 2008